# Лунар реконесанс орбитер
Лунар реконесанс орбитер (ЛРO) (енгл. Lunar Reconnaissance Orbiter - Орбитални истраживач Месеца) је роботска летелица агенције НАСА која се тренутно налази у поларној орбити око Месеца на висини од 50 km одакле врши мапирање површине. Ова мисија је претходник за будуће мисије на Месец, укључујући људске мисије. Да би се то омогућило, мисија ће детаљно мапирати целу површину да би се одредила сигурна места за слетање, лоцирали потенцијалнии ресурси, одредила количина радијације и демонстрирале нове технологије.
Сонда ће направити детаљну 3Д мапу површине и пружила је први поглед на места слетања мисија Аполо и опреме која се остала на површини Месеца.
Укупни трошкови мисије су 583 милиона долара, од којих 504 милиона отпада на ЛРО а 79 милиона на Лкрос сонду.

## Мисија
Развијена у Годард спејс флајт центру, ЛРО је веома велика (~1.900 kg) и софистицирана летелица која ће бити стављена у ниску поларну орбиту око Месеца. Планирано је да мисија траје једну земаљску годину. Опционо продужење мисије (потенцијално и до 5 година) би омогућило пренос података и инструкција за будуће ровере и лендере који ће бити послати ка површини.
Након прелиминарног прегледа дизајна летелице у фебруару 2006. и критичног прегледа дизајна у новембру 2006. ЛРО је транспортован из Годард спејс флајт центра до свемирског центра Кенеди 11. фебруара 2009. Лансирање је првобитно планирано за октобар 2008. али је склизнуло до априла јер је летелица подвргнута тестирању у топлотно-вакуумкој комори. Лансирање је затим померено за 17. јун 2009. због приоритета војног лансирања, а коначно се догодило дан касније, 18. јуна. Услов једнодневног одлагања је покушај да се лансира спејс-шатл Ендевор на своју мисију СТС-127 које је каснило од раније због цурења на резервоару течног водоника.
Области које ће летелица истражити:
- Проучавање глобалне топографије.
- Карактеризација радијације дубоког свемира у лунарној орбити.
- Лунарне поларне области, укључујући потенцијалне наслаге леда и осветљеност. Месечеве поларне области доживљавају температуре од −223 °C и можда могу да подрже наслаге леда.
- Мапирање високе резолуције (максимално 0,5 метара) како би се подржао избор и карактеризација потенцијалних будућих места слетања.

Додатно, ЛРО је обезбедио прве слике опреме која је остала на површини Месеца након слетања Аполо мисија.